# Katrin Reinert
Katrin Reinert (ur. 13 stycznia 1988 w Stuttgarcie) – niemiecka wioślarka.

## Osiągnięcia
- Mistrzostwa Świata Juniorów – Brandenburg 2005 – dwójka bez sternika – 2. miejsce[1].
- Mistrzostwa Świata Juniorów – Amsterdam 2006 – dwójka bez sternika – 1. miejsce[1].
- Mistrzostwa Świata U-23 – Hazewinkel 2006 – dwójka bez sternika – 2. miejsce[1].
- Mistrzostwa Świata U-23 – Glasgow 2007 – ósemka – 2. miejsce[1].
- Mistrzostwa Europy – Poznań 2007 – ósemka – 2. miejsce[1].
- Igrzyska Olimpijskie – Pekin 2008 – ósemka – 7. miejsce[1].
- Mistrzostwa Świata – Poznań 2009 – ósemka – 4. miejsce[1].